# 高城郡 (鹿兒島縣)
高城郡是過去位于日本鹿兒島縣的一個郡，令制國時代為薩摩國的郡；已於1896年3月29日被併入薩摩郡。
合併前的轄區包括：
- 高城村（已併入薩摩川內市）
- 東水引村（已併入薩摩川內市）
- 西水引村（已併入薩摩川內市）

## 歷史
- 1889年4月1日：實施町村制，高城郡下轄高城村、水引村。
- 1891年4月：水引村被分割為東水引村和西水引村。
- 1896年3月29日：高城郡被併入薩摩郡。